# Typ Niesky (tramwaje w Szczecinie)
Niesky – typ dwukierunkowych wagonów tramwajowych, wytwarzanych w 1930 r., 1939 r. oraz w 1942 r. w niskich zakładach Christoph & Unmack dla systemu tramwajowego w Szczecinie. Ogółem wyprodukowano 21 wagonów silnikowych w dwóch seriach produkcyjnych oraz 10 doczepnych.

## Konstrukcja wagonów silnikowych
Niesky to dwukierunkowy, silnikowy, dwustronny, wysokopodłogowy wagon tramwajowy z nadwoziem o metalowej konstrukcji. Nadwozie zamontowane jest na jednym dwuosiowym wózku. Po obu stronach wagonu umieszczono dwuskrzydłowe drzwi przesuwne, prowadzące do środkowej części wagonu z obniżoną podłogą. Z lewej i z prawej strony nadwozia umieszczono po sześć większych okien i sześć mniejszych ponad nimi, natomiast nad drzwiami zlokalizowano klapy wentylacyjne. W tramwajach z drugiej serii produkcyjnej zmieniono kształt kaset na numer linii, a podłogę wykończono wykładziną z gumy.
Prąd pobierany był z sieci za pośrednictwem nożycowego odbieraka prądu. Obwody elektryczne oraz silnik dostosowane były do napięcia stałego równego 550 V. Na obydwu czołach tramwaju umieszczono po jednym okrągłym reflektorze oraz gniazda sterowania wielokrotnego.

## Dostawy
| Państwo        | Miasto         | Typ              | Lata dostaw    | Liczba | Numery taborowe |       |
| -------------- | -------------- | ---------------- | -------------- | ------ | --------------- | ----- |
| Niemcy         | Stettin        | Niesky-silnikowy | 1939, 1942     | 21     | 180–200         | [ 1 ] |
| Niemcy         | Stettin        | Niesky-doczepny  | 1930           | 10     | 507–516         | [ 1 ] |
| Łączna liczba: | Łączna liczba: | Łączna liczba:   | Łączna liczba: | 32     |                 |       |

## Eksploatacja

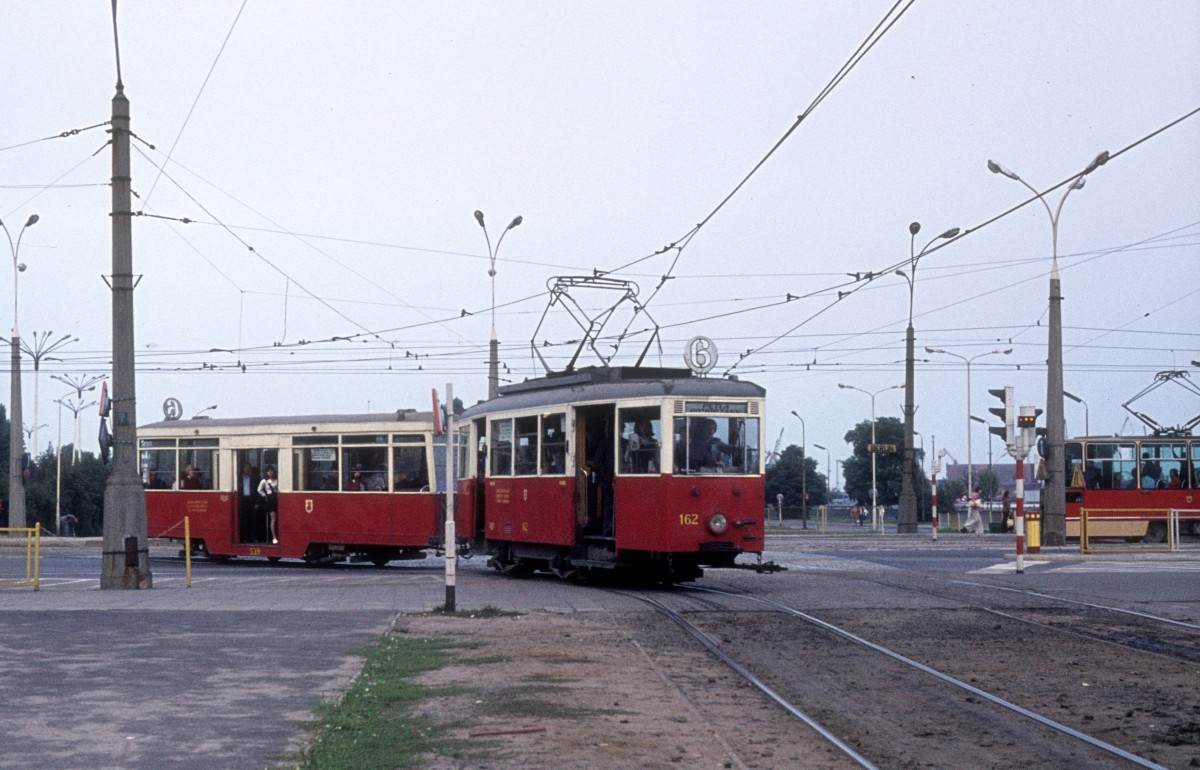
Konstal N z wagonem silnikowym Niesky przerobionym na doczepę, 1975 r.

W 1930 r. Szczecin zakupił 10 wagonów doczepnych typu Niesky (numery taborowe 507–516), natomiast pierwszych 6 tramwajów silnikowych dostarczono w 1939 r. Nowe wagony otrzymały numery taborowe z zakresu 180–185 i zostały przypisane do kursowania na linii tramwajowej nr  1. Kolejnych 15 wagonów zakupiono w 1942 r., a zatem już po wybuchu II wojny światowej. Tramwajom z drugiej serii produkcyjnej nadano numery 186–200. Po ich przyjęciu na stan zostały one przydzielone do obsługi linii nr 3. Po zakończeniu działań wojennych i przyłączeniu Szczecina do Polski, w 1945 r. decyzją prezydenta Piotra Zaremby wagon silnikowy nr 183 oraz wagony doczepne nr 504, 509, 512 i 516 sprzedano do Poznania. Pozostałe w Szczecinie wagony silnikowe typu Niesky przeszły przebudowę na wagony doczepne w latach 1958–1967. Po przebudowie tramwaje Niesky łączono w składy wagonami polskiej produkcji typu Konstal N. Eksploatację doczep zakończono w 1968 r., a wagonów silnikowych przebudowanych na doczepy w 1975 r. W Poznaniu ex-szczeciński tramwaj silnikowy otrzymał oznaczenie S2, a tramwaje doczepne S2D. Wagon S2 poddano w 1957 r. przebudowie na doczepę. Wszystkie poznańskie egzemplarze wycofano z ruchu w 1970 r.